# Depotet
Depotet er en dansk kortfilm fra 2003 med instruktion og manuskript af Esben Tønnesen.

## Handling
I den dunkle kælder under skolens gymnastiksal ligger depotet, hvor boldene opbevares. Nis er den 8-årige hovedperson, der bliver sendt afsted med lærerens ordre: "hent boldene". Men Nis er overbevist om, at noget forfærdeligt lurer i depotets mørke...